# Prévost-Hydroxylierung
Die Prévost-Hydroxylierung (auch: Prévost-Reaktion) ist eine chemische Reaktion, bei der sich unter milden chemischen Bedingungen zwei Hydroxygruppen an Alkene addieren lassen können. Im Gegensatz zur Prévost-Woodward-Hydroxylierung stehen bei dieser Reaktion beide Hydroxygruppen des Diols anti zueinander. Die Reaktion ist nach Charles Prévost (1899–1983) benannt.

## Mechanismus
Im ersten Schritt reagiert das Alken mit elementaren Iod zu einem zyklischen Iodonium-Ion. Anschließend wird dieses durch das Silberbenzoat geöffnet und es entsteht das trans-1,2-Iodcarboxylat. Nach einer intermolekularen Umlagerung wird das Iod abgespalten und eine kationische zyklische Zwischenstufe entsteht. Durch ein zweites Silberbenzoat wird dieses wieder geöffnet und das trans-1,2-Dicarboxylat entsteht. Im letzten Schritt werden die Estergruppen hydrolysiert (vgl. Verseifung). Da die Hydrolyse die Konfiguration des Moleküls nicht verändert, bleiben die so entstandenen Hydroxygruppen anti zueinander.